# Bernin
Bernin este o comună în departamentul Isère din sud-estul Franței. În 2009 avea o populație de 3.004 de locuitori.

## Evoluția populației
| An        | 1975  | 1982  | 1990  | 1999  | 2006  | 2009  |
| --------- | ----- | ----- | ----- | ----- | ----- | ----- |
| Populație | 1.353 | 1.973 | 2.473 | 2.902 | 2.994 | 3.004 |